# Rafqa Choboq Ar-Rayes
Rafqa Choboq Ar-Rayes (àrab: رفقا مراد صابر الشبق الريّس, Rafqā Murād Ṣābir ax-Xubuq ar-Rayyis) (Himlaya, 29 de juny de 1832 - Batrun, 23 de març de 1914) fou una religiosa maronita libanesa procedent d'una família de camperols. El seu nom de bateig era Boutroussieh (Petra) Choboq Ar-Rayes.
Des dels 14 anys va sentir un profund amor per Jesús de Natzaret i l'Eucaristia, i per aquest motiu va demanar ser novícia a les Germanes de Maria, el que els seus pares no li van permetre fins que va tenir 21 anys. A la congregació maronita de les filles de Maria desenvolupà una tasca de catequista i mestra a pobles de les muntanyes propers al convent. Els futurs sants libanesos maronites Xàrbel Makhluf i Nimatullah Al-Hardini la van convidar i un somni la va confirmar en anar al monestir maronita de Sant Josep de Batrun, on s'establí el 1897, prenent el nom de Germana Rafqa, és a dir Rebeca.
Tenia especial predilecció pels malalts i els nens abandonats, i pregava per a ells. Va patir diverses malalties durant 30 anys: quedà paralítica, cega i patia mal de cap, però tenia molta fe i confiava que oferint el dolor físic contribuïa a perdonar els pecats de tota la humanitat, sobretot els de la seva nació. Va morir el 1914, als 82 anys. Fou beatificada el 1985 i canonitzada a Roma per Joan Pau II el 10 de juny de 2001.